# Гелена Бобінська
Гелена Бобінська (пол. Helena Bobińska *1887 — †1968) — польська письменниця. Авторка численних книг для юнацтва. Найвідоміші: «Помста роду Каунаурі» (1949), «Син партизана» (1950), «Піонери» (1951), «Змова» (1954). 1917—20 жила у Петрограді. 1959 опублікувала спогади про зустріч, з В. І. Леніном.